# Ivan Morris
Pour les articles homonymes, voir Morris.
Ivan Ira Esme Morris, né le 29 novembre 1925 et mort le 19 juillet 1976, est un japonologue britannique.

## Biographie
Ivan Morris naît à Londres de parenté mixte, son père Ira Victor Morris étant américain et sa mère l'écrivaine suédoise Edita Morris. Il est étudiant à la Gordonstoun School avant d'être diplômé de la Phillips Academy. Il commence à étudier la langue et la culture japonaise à l'université Harvard où il reçoit son Bachelor of Arts. Il est docteur de l'École des études orientales et africaines à Londres. Il écrit beaucoup sur le Japon ancien et moderne et traduit de nombreuses œuvres littéraires classiques et modernes. Ivan Morris est l'un des premiers interprètes envoyé à Hiroshima après l'explosion de la bombe.
Morris enseigne à la faculté de l'université Columbia de 1960 à 1973 et y préside le département des langues et cultures d'Asie orientale de 1966 à 1969. En 1966, il est élu membre du St Antony's College à l'université d'Oxford. Il est l'un des fondateurs d'Amnesty International USA et le premier président de son conseil d'administration de 1973 à 1976. Ami de Yukio Mishima, il écrit The Nobility of Failure en partie pour placer les circonstances du suicide de Mishima dans leur contexte historique. Le livre est dédié à la mémoire de Mishima.
Lauréat de l'édition 1964 du Duff Cooper Prize, Ivan Morris meurt d'un cancer à Bologne en Italie le 19 juillet 1976.

## Ouvrages
- Nationalism and the Right Wing in Japan: A Study of Postwar Trends, Oxford University Press, 1960.
- The World of the Shining Prince: Court Life in Ancient Japan, Alfred A. Knopf 1964
- Dictionary of Selected Forms in Classical Japanese Literature Columbia University Press, 1966
- The Le Dit du Genji Scroll, Kodansha, 1971.
- The Nobility of Failure: Tragic Heroes in the History of Japan, Holt, Rinehart and Winston, 1975

### Traducteurs
- Life of an Amorous Woman de Ihara Saikaku, Unesco/New Directions Books 1963
- The Pillow Book de Sei Shōnagon, Oxford University Press, 1967
- As I Crossed a Bridge of Dreams (Sarashina Nikki), The Dial Press 1971.
- The Temple of the Golden Pavilion, de Yukio Mishima. Knopf, 1959
- The Journey, de Jirō Osaragi, Charles E. Tuttle, 1967
- Fires on the Plain, de Shohei Ooka, Martin Secker & Warburg 1957

### Publications
- Modern Japanese Stories, Charles E. Tuttle, 1962
- Masao Maruyama, Thought and Behaviour in Modern Japanese Politics, Oxford University Press 1963
- Japan, 1931–45: Militarism, Fascism, Japanism?,  Heath, 1963
- The Pillow-Book Puzzles, Bodley Head, 1969
- Madly Singing in the Mountains: an Appreciation and Anthology of Arthur Waley, Walker, 1970

## liens externes
- Ressource relative à la musique :   - MusicBrainz
- Notice dans un dictionnaire ou une encyclopédie généraliste :   - Oxford Dictionary of National Biography
- Notices d'autorité :   - VIAF
  - ISNI
  - BnF (données)
  - IdRef
  - LCCN
  - GND
  - Italie
  - Japon
  - CiNii
  - Espagne
  - Belgique
  - Pays-Bas
  - Pologne
  - Israël
  - NUKAT
  - Croatie
  - Tchéquie
  - Portugal
  - WorldCat